# Klitajmestra
Klitajmestra (także Klytajmestra, Klitajmnestra, gr. Κλυταιμήστρα Klytaimḗstra, „Słynna-Oblubienica”) – w mitologii greckiej królewna spartańska i królowa mykeńska, pochodząca od Tyndareosa i Ledy.
Żona i wespół ze swym kochankiem Ajgistem zabójczyni wodza i zwycięzcy spod Troi Agamemnona, ojca ich trójki dzieci, pomszczonego przez ich syna Orestesa, ściganego później za przyczynienie się do śmierci matki przez erynie.

## Przodkowie i przyjście na świat
Opowieść o przyjściu na świat Klitajmestry zalicza się do mitów lakońskich. W Sparcie rządził niegdyś król imieniem Tyndareos, wywodzący się z rodu Perseusza przez matkę Gorgofone. Żona jego nosiła imię Leda. Wedle jednej z wersji mitu nie posiadali oni własnych dzieci, co sprawiało im smutek. Pewnego wieczoru odwiedził ich posłaniec mieszkańców Olimpu Hermes i ofiarował jajo znacznej wielkości, przypominające jaja łabędzie. Leda włożyła jajo do złotej puszki, którą wyścielał miękki puch. W końcu skorupka jaja uległa pęknięciu, uwalniając czworo dzieci.
Inna wersja mitu mówi, że sam Zeus odwiedził Ledę pod postacią łabędzia, a skutkiem tej wizyty zostały spłodzone dzieci. Leda złożyła jaja, a w górach Tajget wykluli się z nich: Klitajmestra, Helena, Kastor i Polideukes. Klitajmestra wykluła się z tego samego jaja, co Polideukes bądź też z tego samego, co Helena. Według niektórych podań w ogóle było tylko jedno jajo. Dzieciom tym przypisywano jako ojca Zeusa. Inna wersja mitu stwierdza jednakże, że ojcem Klitajmestry był Tyndareos. Spłodził on ją ze swoją żoną Ledą w normalny sposób, jak i Kastora, natomiast Helenę i Polideukesa spłodził Zeus pod postacią łabędzia. Apollodoros podaje, że tej samej nocy Leda obcowała z Zeusem w postaci łabędzia oraz ze swym mężem. Tekst Apollodorosa nie wymienia co prawda wśród poczętych tej nocy dzieci Klitajmestry, jednakże uważa się, że imię Klitajmestry mógł pominąć kopista przez nieuwagę. Rozważając sporną kwestię, Zygmunt Kubiak rozstrzyga o odrzuceniu boskiego pochodzenia Klitajmestry. W każdym razie chłopcy (Dioskurowie) zostali wojownikami, Helenę uznano najpiękniejszą kobietą świata. Ponadto wymienia się „zwyczajne” potomstwo Tyndareosa i Ledy: Timandrę i Filonoe.
| Danae    | Danae    | Danae    | Danae    | Danae    | Danae    |           |           |           |           |           |           |           |           |                  |                  |                  |                  |                  |                  | Zeus         | Zeus         | Zeus    | Zeus    | Zeus    | Zeus    |         |         |          |          |           |           |            |            |            |            |            |            |  |  |        |        |        |        |        |        |
| Danae    | Danae    | Danae    | Danae    | Danae    | Danae    |           |           |           |           |           |           |           |           |                  |                  |                  |                  |                  |                  | Zeus         | Zeus         | Zeus    | Zeus    | Zeus    | Zeus    |         |         |          |          |           |           |            |            |            |            |            |            |  |  |        |        |        |        |        |        |
|          |          |          |          |          |          |           |           |           |           |           |           |           |           |                  |                  |                  |                  |                  |                  |              |              |         |         |         |         |         |         |          |          |           |           |            |            |            |            |            |            |  |  |        |        |        |        |        |        |
|          |          |          |          | Perseusz | Perseusz | Perseusz  | Perseusz  | Perseusz  | Perseusz  |           |           | Andromeda | Andromeda | Andromeda        | Andromeda        | Andromeda        | Andromeda        |                  |                  | Ares         | Ares         | Ares    | Ares    | Ares    | Ares    |         |         | Demonike | Demonike | Demonike  | Demonike  | Demonike   | Demonike   |            |            |            |            |  |  |        |        |        |        |        |        |
|          |          |          |          | Perseusz | Perseusz | Perseusz  | Perseusz  | Perseusz  | Perseusz  |           |           | Andromeda | Andromeda | Andromeda        | Andromeda        | Andromeda        | Andromeda        |                  |                  | Ares         | Ares         | Ares    | Ares    | Ares    | Ares    |         |         | Demonike | Demonike | Demonike  | Demonike  | Demonike   | Demonike   |            |            |            |            |  |  |        |        |        |        |        |        |
|          |          |          |          |          |          |           |           |           |           |           |           |           |           |                  |                  |                  |                  |                  |                  |              |              |         |         |         |         |         |         |          |          |           |           |            |            |            |            |            |            |  |  |        |        |        |        |        |        |
|          |          |          |          |          |          | Gorgofone | Gorgofone | Gorgofone | Gorgofone | Gorgofone | Gorgofone |           |           | Ojbalos/Perieres | Ojbalos/Perieres | Ojbalos/Perieres | Ojbalos/Perieres | Ojbalos/Perieres | Ojbalos/Perieres |              |              | Testios | Testios | Testios | Testios | Testios | Testios |          |          | Eurytemis | Eurytemis | Eurytemis  | Eurytemis  | Eurytemis  | Eurytemis  |            |            |  |  |        |        |        |        |        |        |
|          |          |          |          |          |          | Gorgofone | Gorgofone | Gorgofone | Gorgofone | Gorgofone | Gorgofone |           |           | Ojbalos/Perieres | Ojbalos/Perieres | Ojbalos/Perieres | Ojbalos/Perieres | Ojbalos/Perieres | Ojbalos/Perieres |              |              | Testios | Testios | Testios | Testios | Testios | Testios |          |          | Eurytemis | Eurytemis | Eurytemis  | Eurytemis  | Eurytemis  | Eurytemis  |            |            |  |  |        |        |        |        |        |        |
|          |          |          |          |          |          |           |           |           |           |           |           |           |           |                  |                  |                  |                  |                  |                  |              |              |         |         |         |         |         |         |          |          |           |           |            |            |            |            |            |            |  |  |        |        |        |        |        |        |
|          |          |          |          |          |          |           |           |           |           | Tyndareos | Tyndareos | Tyndareos | Tyndareos | Tyndareos        | Tyndareos        |                  |                  |                  |                  |              |              |         |         |         |         | Leda    | Leda    | Leda     | Leda     | Leda      | Leda      |            |            |            |            |            |            |  |  |        |        |        |        |        |        |
|          |          |          |          |          |          |           |           |           |           | Tyndareos | Tyndareos | Tyndareos | Tyndareos | Tyndareos        | Tyndareos        |                  |                  |                  |                  |              |              |         |         |         |         | Leda    | Leda    | Leda     | Leda     | Leda      | Leda      |            |            |            |            |            |            |  |  |        |        |        |        |        |        |
|          |          |          |          |          |          |           |           |           |           |           |           |           |           |                  |                  |                  |                  |                  |                  |              |              |         |         |         |         |         |         |          |          |           |           |            |            |            |            |            |            |  |  |        |        |        |        |        |        |
|          |          |          |          |          |          |           |           |           |           |           |           |           |           |                  |                  |                  |                  |                  |                  |              |              |         |         |         |         |         |         |          |          |           |           |            |            |            |            |            |            |  |  |        |        |        |        |        |        |
| Timandra | Timandra | Timandra | Timandra | Timandra | Timandra |           |           | Filonoe   | Filonoe   | Filonoe   | Filonoe   | Filonoe   | Filonoe   |                  |                  | Klitajmestra     | Klitajmestra     | Klitajmestra     | Klitajmestra     | Klitajmestra | Klitajmestra |         |         | Kastor  | Kastor  | Kastor  | Kastor  | Kastor   | Kastor   |           |           | Polideukes | Polideukes | Polideukes | Polideukes | Polideukes | Polideukes |  |  | Helena | Helena | Helena | Helena | Helena | Helena |

## Ród Pelopsa
Klitajmestra wyszła za mąż za Tantala (Kubiak używa też imienia Talos). Mąż jej wywodził się z rodu Pelopsa, a ojcem jego był Tyestes, śmiertelny wróg swego brata Atreusa, z którym przegrał rywalizację o tron mykeński. Niekiedy też za ojca jego podaje się syna Tyestesa imieniem Ajgistos czy też Broteasa. Po latach dzięki pomocy syna Ajgistosa Tyestes zdołał zdobyć tron mykeński, co dla Atreusa skończyło się śmiercią. Panowanie Tyestesa przerwał Agamemnon, starszy syn Atreusa, dzięki wsparciu władcy Sparty Tyndareosa, który był dlań teściem jego młodszego brata Menelaosa. Agamemnon zdobył władzę w Mykenach (bywa również określany królem Argos, m.in. w Iliadzie), wygnał Tyestesa i Ajgistosa, Tantala zaś zabił, podobnie postępując z jego nowo narodzonym synkiem, którego miał z Klitajmestrą. Pochwycił go i roztrzaskał mu głowę o ziemię. Uczynek ten odnotowuje Apolodoros w Epitome, Klitajmestra wypomina go mężowi w Ifigenii w Aulidzie autorstwa Eurypidesa. Klitajmestra znienawidziła za to Atrydę. Wedle innej wersji mitu Agamemnon najpierw zamordował Tantala i jego dziecko, dopiero później zaś brat jego Menelaos spowinowacił się z Tyndareosem. Według jeszcze innej po morderstwie rodziny Klitajmestry ścigali Agamemnona Dioskurowie. Ten ukrył się u ojca skrzywdzonej kobiety i podjął próbę dogadania się, w związku z czym musiał poślubić ich siostrę, by uniknąć ich zemsty. Jednakże w tak potworny sposób rozpoczęte małżeństwo było przeklęte.
Klitajmestra urodziła Agamemnonowi dzieci o imionach Elektra, Ifigenia, Orestes, Chryzotemis. Chłopiec był z nich najmłodszy. Wcześniejsza wersja mitu jeszcze o Elektrze nie wspomina. Występują w niej prócz Orestesa Laodike, Chrysotemis i Ifigenia.

## Początek wojny trojańskiej i ofiara z Ifigenii
Dalsze losy Klitajmestry wiążą się z jej siostrą Heleną. Tę ostatnią, żonę Menelaosa i królową Sparty, porwał królewicz trojański Parys. Dyplomacja na nic się zdała, podobnie jak prywatny list od Klitajmestry do siostry, który dostarczył Palamedes. W efekcie postanowiono wyruszyć na wojnę przeciwko Troi, a na czele wyprawy stanął brat Menelaosa, Agamemnon. Achajowie mieli wyruszać, jednak przeszkodę stanowiła cisza morska. Okazało się, że wynikła ona z gniewu Artemidy, która domaga się ofiary z córki wodza, Ifigenii. Zadecydowano o sprowadzeniu dziewczyny z Myken czy też z Argos, na co pomimo odrazy i smutku zgodził się jej ojciec. Nie wyjawiono jej jednak prawdy. Królewna przybyła wraz z matką swą Klitajmestrą i niemowlęciem Orestesem, sądząc, że zaręczą ją z Achillesem. Agamemnon pozwolił jednak, by dziewczynę wzięto do ołtarza jako zwierzę ofiarne. W tym momencie interweniowała jednak sama Artemida, biorąc Ifigenię ze sobą. Agamemnon tymczasem odesłał żonę z powrotem do Argos. Zrodziła się w niej wtedy myśl o zemście.
Klitajmestra tymczasem na czas nieobecności króla Sparty wzięła pod swą opiekę jego córkę Hermione.
Podczas wojny do Argos przyjechał Telefos, prosząc o pomoc Agamemnona. Klitajmestra doradziła mu porwanie jej synka Orestesa, co miało zmusić Atrydę do pożądanego postępowania.

## Związek z Ajgistem
Wojna pod Troją toczyła się przez wiele lat, a informacje o walczących mężach nie napływały. Rozpowszechniły się informacje, jakoby Agamemnon poległ, a z nim podlegli mu ludzie. Klitajmestra przez pewien czas pozostawała wierna mężowi, mimo całego zła, jakie jej wyrządził. Zachowania żony miał pilnować pozostawiony przez Agamemnona, posunięty w latach pieśniarz Demodokos, którego Atryda ustanowił doradcą królowej. Ponadto miał on przekazywać walczącemu pod Troją informacje o poczynaniach żony. Jednakże w Klitajmestrze zakochał się Ajgistos. W celu zdobycia kobiety pozbył się pieśniarza. Klitajmestra dała w końcu wiarę pogłoskom o śmierci męża i uznała się za wdowę. Co więcej, wyszła kolejny raz za mąż, teraz za pięknego Ajgista, któremu udało się ją uwieść pomimo ostrzeżeń boskich (inne źródło opisują ich związek jako romans, bez umocowania prawnego). Do porzucenia mężów żony trojańskich wodzów namawiał też Nauplios, w zemście za ukamienowanie przez Achajów jego syna Palamedesa, a wedle innej wersji (Hygina) to brat Palamedesa Ojaks namawiał, i to od razu do zabójstwa Atrydy. Agamemnona natomiast nienawidziła od początku swego małżeństwa – za morderstwo pierwszego męża, maleńkiego synka i za chęć poświęcenia córki w ofierze, do czego tylko dzięki Artemidzie nie doszło. Ponadto pod Troją Agamemnon wziął sobie za kochankę Chryzeidę. Agamemnonowego syna Orestesa wysłała do innego państwa.
Ajgistos spłodził dwójkę dzieci: Aletesa i Erigone.
Tymczasem Agamemnon po wielu latach wojowania powrócił do Lakonii, odprawiając przedtem swe wojsko. Prowadził zaś ze sobą brankę wojenną Kasandrę, która urodziła mu bliźnięta. Nadano im imiona Teledamos i Pelops. Dziewczyna ta miała zdolność przewidywania przyszłości, ostrzegała więc Agamemnona, że w Mykenach czeka ich śmierć, on jednak nie przejął się jej przewidywaniami, podobnie jak przedtem mroczną przepowiednią wypowiedzianą przed nim przez widmo Achillesa.

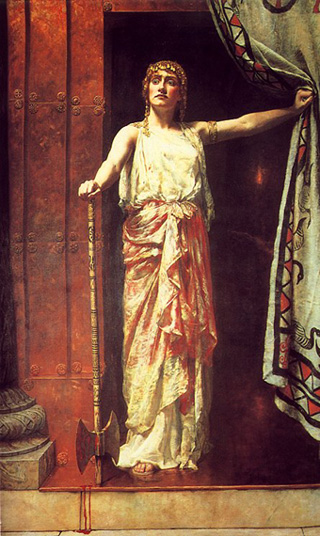
Klitajmestra (mal. John Collier, 1882)

Ajgistos wystawił szpiega, by zawczasu dotarła doń informacja o powrocie Atrydy albo i nawet całe straże. Ojaks z zemsty za śmierć Palamedesa namówił Klitajmestrę do mężobójstwa, opowiadając jej też, że Agamemnon pragnie zastąpić ją swą branką. Wiadomość o powrocie męża oznaczała śmierć dla królowej mykeńskiej i jej drugiego męża. Jan Parandowski pisze, że skrzypienie wozów królewskich na drodze brzmiało w uszach obojga winowajców jak zgrzyt piasku w klepsydrze odmierzającej ich ostatnie godziny. Spojrzeli po sobie i bez słów, jednym błyskiem oczu, uknuli plan. Córka Tyndareosa powitała dawno nie widzianego męża. Jako że odczuwał zmęczenie po długiej podróży, poszedł się wykąpać. Odłożył broń i zdjął z siebie zbroję. Gdy tylko zdążył wejść do wanny, w łazience pojawili się oboje – Klitajmestra i Ajgistos – z siekierami, których użyli w celu pozbawienia wodza spod Troi życia. Parandowski podkreśla, że był on bezbronny, Ajgista zaś nazywa „przybłędą”. Późna wersja mitu mówi, że mord zdarzył się po kąpieli. Królowa przygotowała dla męża specjalny ubiór o zaszytych rękawach, uniemożliwiający swobodne ruchy. Gdy Atryda starał odziać się, żona zabiła go bez ryzyka. Inna wersja mówi, że kochankowie zabili męża Klitajmestry w trakcie uczty przez skrytobójstwo. Uczestniczyć w tym miało dwudziestu mężów. Jeszcze inna wersja mitu mówi, że Klitajmestra zabiła męża toporem, gdy ten składał ofiarę. Razem z królem Myken śmierć ponieśli jego towarzysze, Kasandra i jej bliźnięta. Sama Klitajmestra odebrała życie swej rywalce. Pragnęła również zabić Orestesa, który został jednak wyprowadzony z zamku. Taką relację matki do syna podaje Pindar. Starsze wersje mitu, sformułowane w poematach epickich, obwiniały o całą zbrodnię Ajgista. Klitajmestra miała według nich nie brać udziału w mordzie. Jednak późniejsze wersje, przedstawione przez dramaturgów, również i jej przypisują winę, a nawet stawiają ją w centrum wydarzeń, jako tę, która własną ręką zadała śmierć swemu małżonkowi. Zbrodnia ta była niekiedy przedstawiana w sztuce greckiej, ale nie zdarzało się to często. Dzieła takie najczęściej tworzono w okresie archaicznym, można tu też wymienić etruskie urny. Klitajmestra nie zawsze też była na tych dziełach przedstawiona, częściej występował na ich Ajgistos. O jej małżeństwie i jego końcu opowiada też tragedia Ajschylosa Agamemnon z 458 p.n.e., w której Klitajmestra zabija męża, który poświęcił jej córkę zagniewanej bogini i planował postawić brankę wojenną na równi ze swoją prawną żoną, co stanowiło zniewagę Klitajmestry jako żony, matki i królowej. W Agamemnonie Ajschylosa Kasandra staje przed Klitajmestrą, uznającą niewolnicę za zbyt dumną, ale milczy, by dopiero po jej odejściu wyjawić widzom swą przepowiednię.

## Śmierć
Odtąd Ajgistos panował w Mykenach. Orestes zaś dorastał, myśląc o zemście. Podobne nadzieje miała jego siostra Elektra, mieszkająca z rodzicami w pałacu mykeńskim. Ajgistos chciał pozbawić córkę Agamemnona życia, Klitajmestra wstawiła się jednak za nią. Matka i jej mąż obawiali się, że małżeństwo Elektry z mężczyzną możnego rodu mogłoby stanowić dla niego podstawę do starań o tron Myken. Wobec tego doprowadzili do jej małżeństwa z mieszkającym w okolicy chłopem. Małżeństwo to pozostało jednak fikcją – mąż uszanował jej wolę. Otaczało ją jednak ubóstwo, żyła samotnie, jak niewolnica, wedle tragików nawet w więzieniu. Wedle odmiennej wersji obiecano ją Polimestorowi, przetrzymując na zamku w Mykenach. Po siedmiu latach jako młodzieniec syn Agamemnona wrócił do miasta. Apollo polecił mu wcześniej dokonać zemsty. Orestes spotkał się z siostrą. Opracowano plan zemsty. Klitajmestrę odwiedzili młodzieńcy, którzy przekazali jej wiadomość o śmierci jej syna. Może nawet pokazali jej urnę z rzekomymi prochami Orestesa. Matka nie poznała okłamującego ją syna. Wezwała do zamku nieobecnego w mieście męża. Klitajmestra i Ajgistos odetchnęli z ulgą, ogarnęła ich radość, że potencjalny mściciel nie żyje. Świętowali swą bezkarność, zrezygnowawszy z uprzedniej czujności. Siostra wprowadziła tymczasem Orestesa do pałacu, gdzie syn Agamemnona przy czynnym udziale siostry zabił wpierw bez większych problemów Ajgista. Jego krzyk usłyszała Klitajmestra i wbiegła do sali, gdzie dostrzegła swego syna uzbrojonego w miecz. Zaczęła błagać go o darowanie życia, obnażyła nawet swą pierś, którą go karmiła w niemowlęctwie. Orestes prawie zgodził się odstąpić od matkobójstwa. Jednak przyjaciel jego Pylades przypomniał mu o świętości zemsty i rozkazie Apollona nakazującym mu jej dokonać. Potem, pomimo próśb i zaklinania matki, ugodził również i ją. W noc tego zabójstwa w pałacu obecni byli Menelaos i Helena, nie wiedzieli jednak, jakie wydarzenia się tam rozegrały. Odyseja przedstawia natomiast, jak po ośmiu latach podróży Menelaos pojawia się w Mykenach na stypie po Ajgiście i Klitajmestrze.
Matkobójstwo uznawano za najgorszą ze zbrodni. Oskarżenie przeciwko niemu wniósł Perileos, Tyndareos lub też Erigone. Orestes ponadto okupił zbrodnię straszliwymi wyrzutami sumienia, personifikowanymi przez Erynie. W każdym przedmiocie odtąd widział Orestes postać swej matki, a jej zakrwawiona twarz pojawiała się w jego snach. Po wielu trudach dopiero zaznał spokoju. Zaprzestanie ścigania go przez Erynie stało się wytłumaczeniem ich przydomku Eumenidy, co oznacza „życzliwe”. Matkobójstwo rzadko przedstawiano w sztuce, niekiedy wyobrażała ona udział Elektry w zabiciu matki.

## Potomkowie
Klitajmestra urodziła następujące dzieci:
- chłopiec, syn Tantala, zabity jako noworodek przez Agamemnona[7]
- Elektra (wcześniej Laodike[46]), córka Agamemnona – wyszła za Pyladesa, matka Medona i Strofiosa[39]
- Ifigenia, córka Agamemnona, kapłanka Artemis[25]
- Chryzotemis, córka Agamemnona
- Orestes, syn Agamemnona[47]
- Aletes, syn Ajgistosa, król mykeński[39]
- Erigone, córka Ajgistosa, wedle różnych wersji mitu kapłanka Artemidy, samobójczyni bądź żona Orestesa i matka Pentilosa[48]